# Flattach
Flattach är en ort och kommun  i Österrike. Den ligger i distriktet Spittal an der Drau i förbundslandet Kärnten, 280 km sydväst om huvudstaden Wien. 
Kommunen består av nio orter (Ortschaften) (inom parentes invånarantal 1 januari 2024):

- Außerfragant (239)
- Flattach (387)
- Flattachberg (92)
- Grafenberg (23)
- Innerfragant (58)
- Kleindorf (144)
- Laas (83)
- Schmelzhütten (87)
- Waben (38)